# Mydas nitida
Mydas nitida är en tvåvingeart som först beskrevs av Lichtenstein 1796.  Mydas nitida ingår i släktet Mydas och familjen Mydidae.
Artens utbredningsområde är Surinam. Inga underarter finns listade i Catalogue of Life.